# Ienăchiță Văcărescu

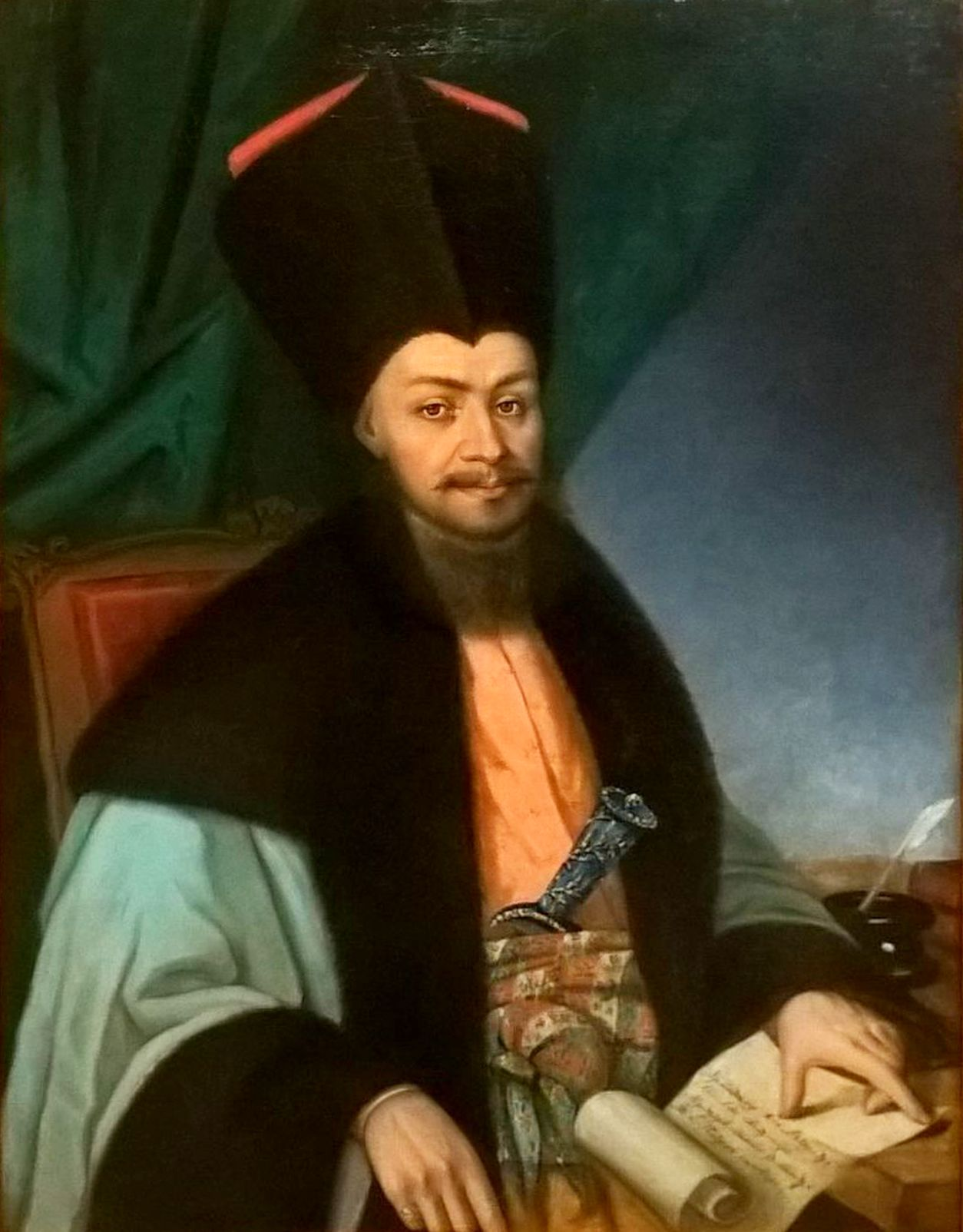
Portret Ienăchițy Văcărescu

Ienăchiță Văcărescu (ur. 1740, zm. 1797) – poeta i kronikarz rumuński. Otrzymał gruntowne wykształcenie. Znał kilka języków obcych, włoski, francuski, grecki i turecki. Za panowania Grigorego Ghiki sprawował wysokie funkcje publiczne. Następny władca zesłał go na Rodos,  jednak kolejny hospodar uczynił go wielkim banem.  W 1787 roku Vacarescu wydał gramatykę rumuńską.

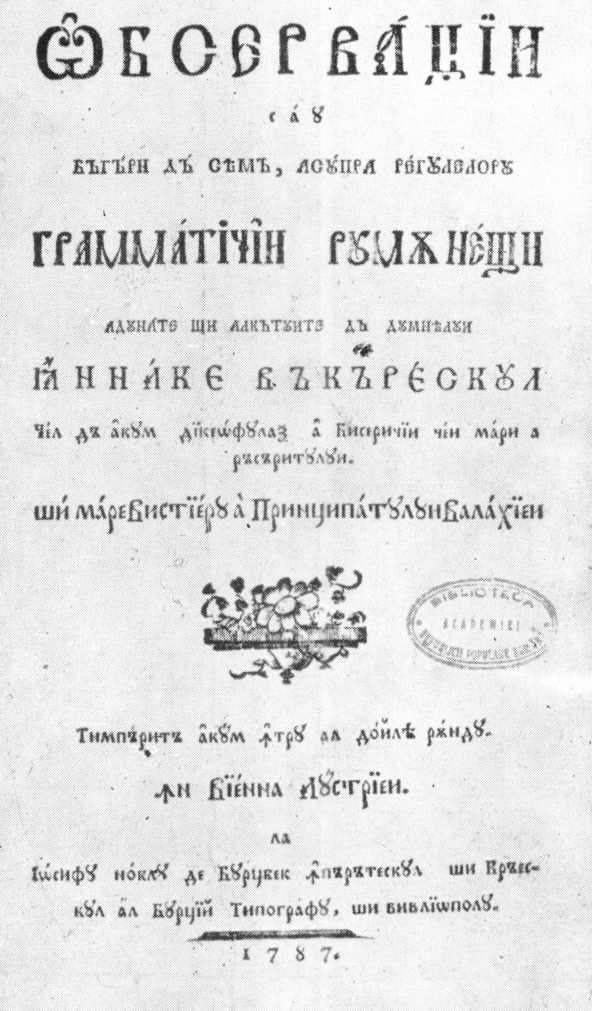
Strona tytułowa gramatyki rumuńskiej Ienăchițy Văcărescu, wydrukowana czcionką słowiańską

 Ienăchiță Văcărescu był ojcem poety Alecu Văcărescu i dziadkiem poety Iancu Văcărescu. Wnuczką tego ostatniego była z kolei Elena Văcărescu. Do twórczości Ienăchițy Văcărescu nadal nawiązują poeci rumuńscy.
Wiersze Ienăchițy Văcărescu tłumaczył na język polski Włodzimierz Trąmpczyński.